# Данте Амбросіо
Данте Лаксамана Амбросіо (англ. Dante Lacsamana Ambrosio, 15 липня 1951 — 4 червня 2011) — філіппінський етнолог, астроном, університетський професор та активіст, піонер філіппінської етноастрономії.

## Біографія
Амбросіо відвідував Філіппінську наукову середню школу. Саме під час навчання там він вирішив стати активістом. Однак йому довелося перейти до середньої школи Тондо через хворобу серця. Він брав участь у протестах проти адміністрації президента Фердинанда Маркоса під час Шторму першого кварталу.
Амбросіо відомий своїми роботами, в яких обговорюється роль небесних тіл у культурі різних філіппінських етнічних груп.
У 2010 році він видав книгу «Балатік», яка базувалася на його дисертації. Назва книги походила від філіппінської назви сузір'я Оріон. «Балатік» вважають найважливішою книгою з історії філіппінської астрономії та відправною точкою для будь-яких досліджень філіппінської етноастрономії. Книга була написана тагальською мовою, і перекладена англійською Хесусом Торрес і Рубі-Енн Дела Круз у 2017—2021 роках, вже після смерті Амбросіо.